# Asamat Bodschokojew
Asamat Mederowitch Bodschokojew (russisch Азамат Медерович Божокоев, englische Transkription Azamat Bojokoev; * 30. März 1994) ist ein kirgisischer Biathlet.
Asamat Bodschokojew nahm im Alter von 16 Jahren an den Winterasienspielen 2011 in Almaty teil. Im Sprintrennen belegte er den 12. von 14 Plätzen; auf die Plätze 13 und 14 kamen die beiden teilnehmenden Taiwaner. Insbesondere seine Schießleistung verhinderte eine bessere Platzierung; er traf bei keinem seiner zehn Schüsse das Ziel.
Beim Verfolgungsrennen erreichte er das Ziel nicht, da ihn ein schnellerer Läufer überrundete und er nach den Regularien danach aus dem Rennen genommen wurde. Bis dahin hatte er neun Schießfehler bei drei Schießeinlagen.